# 洪丁
洪丁是德国巴伐利亚州的一个市镇，总面积14.67平方公里，总人口為1,186人，其中男性有604人，女性有582人（2011年12月31日），人口密度81人/平方公里。